# 역전경주

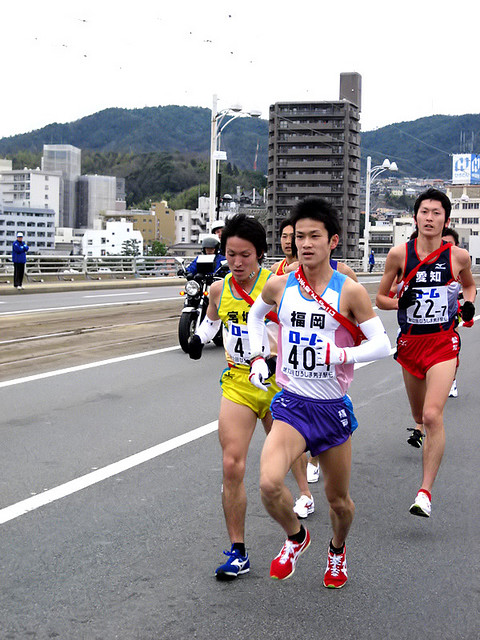

역전 경주(驛傳競走) 혹은 역전 경기(驛轉競技)는 여러 사람이 장거리를 릴레이 형식으로 달려, 그 시간을 다투는 육상 경기이다.
국제육상경기연맹에서는 역전경주의 국제 명칭을 Road relay라 하고 있으나, 일본에서 처음 나왔다는 점에서 "Ekiden(駅伝)"이라 부르기도 하고, 설명구로 "Marathon relay"라 부르는 경우도 있다.
장거리를 달린다는 점에서는 마라톤과 비슷하고, 담당 구간을 달려 다음 주자와 교대한다는 점에서는 이어달리기와 같다.
우리나라의 주요 역전경주에는 서울-부산간을 달리는 '중부 역전', 서울-목포간을 달리는 '경호역전', 서울-자유의 다리 사이를 달리는 '통일역전' 경주 대회 등이 있었다.

## 같이 보기
- 하코네 역전 경주